# 圣热尔韦叙库什
圣热尔韦叙库什（法語：Saint-Gervais-sur-Couches，法語發音：[sɛ̃ ʒɛʁvɛ syʁ kuʃ]，意为“库什上方的圣热尔韦”）是法国索恩-卢瓦尔省的一个市镇，属于欧坦区。

## 地理
圣热尔韦叙库什（46°55'14"N, 4°35'2"E）面积20.47 平方千米，位于法国勃艮第-弗朗什-孔泰大區索恩-卢瓦尔省，该省份为法国中部省份，北起顺时针与科多尔省、汝拉省、安省、罗讷省、卢瓦尔省、阿列省和涅夫勒省接壤。
与圣热尔韦叙库什接壤的市镇（或旧市镇、城区）包括：赛西、尚日、科隆日拉马德莱娜、克雷奥、德拉西莱库什、埃佩尔蒂利、圣马丹德科米讷、圣塞尔南迪普兰、坦特里。

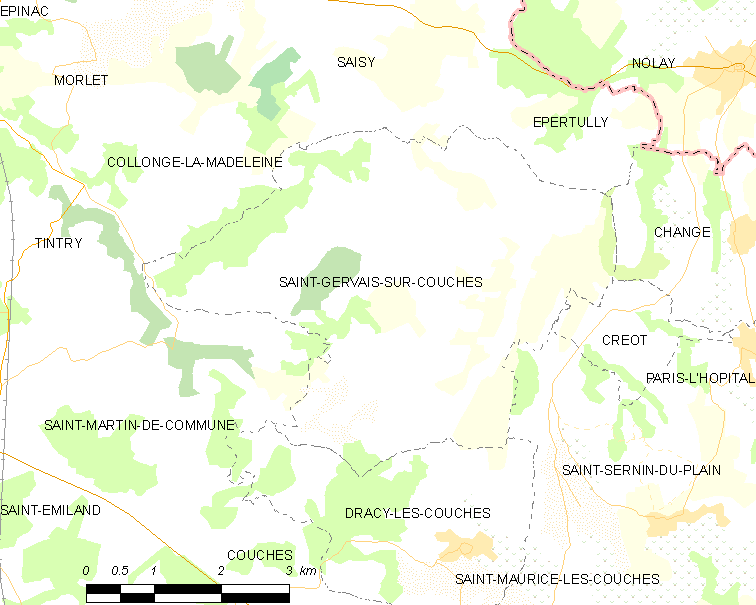
圣热尔韦叙库什的OSM定位图

圣热尔韦叙库什的时区为UTC+01:00、UTC+02:00（夏令时）。

## 行政
圣热尔韦叙库什的邮政编码为71490，INSEE市镇编码为71424。

## 政治
圣热尔韦叙库什所属的省级选区为欧坦第一县。

## 人口

1962-2008年间圣热尔韦叙库什人口变化图示

圣热尔韦叙库什于2022年1月1日时的人口数量为209人。